# Pierre Kerner
 (septembre 2022).
Pierre Kerner, né le 2 septembre 1980, est un Français maître de conférences en génétique évolutive du développement et enseignant-chercheur à l’université Paris Diderot (devenue université Paris-Cité en 2022) et à l’institut Jacques Monod. Sous le pseudonyme de Taupo, il anime depuis 2009 le blog « Strange Stuff and Funky Things ». Particulièrement investi dans la communauté des vulgarisateurs scientifiques, il est l’auteur ou le co-auteur de plusieurs ouvrages de vulgarisation et contribue à de nombreuses plateformes, projets et initiatives de vulgarisation scientifique.

## Parcours universitaire
Pierre Kerner soutient en 2009 sa thèse de doctorat en sciences biologiques intitulée « Étude de l'évolution du système nerveux chez les animaux : neurogenèse comparative et phylogénomique », sous la direction de Michel Vervoort.

## Strange Stuff and Funky Things
Le 3 janvier 2009, Pierre Kerner crée un blog pour relater « tous les évènements étranges, les faits surprenants, les choses incroyables qu[‘il] découvre tous les jours en naviguant sur le web » avec, en tant que biologiste, une « tendance à [se] concentrer sur des anecdotes scientifiques ». Le nom du blog, Strange Stuff And Funky Things (SSAFT), s'inspire d'une série de compilations musicales dédiées à la funk et à la soul. L’activité du blog s’est étendue sur Twitter en 2009, puis sur Facebook en 2010, et enfin sur Youtube en 2015. Le pseudonyme Taupo, utilisé par Pierre Kerner comme alias pour signer ses articles sur SSAFT mais aussi pour un grand nombre de ses interventions publiques, vient d’un personnage dessiné de Taupe, créé par l’illustrateur Alain Prunier,.

## Activités liées à la communauté de la vulgarisation scientifique en ligne

### Café des Sciences
Pierre Kerner a été vice-président du Café des sciences de 2012 à 2017. Durant cette période, il donne naissance et contribue au développement de Strip Science, un site web lancé en janvier 2012, pour rassembler des blogueurs du Café des sciences, des blogueurs BD ainsi que des illustrateurs et auteurs de bande dessinée intéressés par les sciences, puis de Vidéosciences (plateforme de vidéos de science en français),. Les deux projets sont fusionnés en 2016 avec la communauté des blogueurs du C@fé des Sciences afin d’harmoniser les règles et avantages (revue par les pairs notamment) procurés par la plateforme commune et améliorer la communication entre les trois communautés,.

### Podcast Science
Invité une première fois en 2011 sur Podcast Science pour évoquer son travail, et notamment son blog SSAFT, Pierre Kerner rejoint ensuite l'équipe de production pour préparer et coanimer régulièrement les émissions. Il y présente plusieurs dossiers et reçoit des invités issus de divers secteurs scientifiques. Il participe à la création et l’organisation de soirées radio-dessinées, enregistrées en public.

### Bestioles
Après avoir coproduit et fait des apparitions dans des vidéos de la chaîne Youtube du Dr Nozman,, Pierre Kerner a écrit et animé avec le vidéaste une série d’épisodes audiovisuels consacrés à la découverte d'animaux et de leurs facultés incroyables, diffusés dans une collection intitulée Bestioles en 2019 et 2020 sur Science et Vie TV,.

### City Nature Challenge
Pierre Kerner est coorganisateur du City Nature Challenge et notamment de l’une de ses déclinaisons en France, le Défi Nature Urbaine Paris-Ile de France. Les participants de cet événement international, qui partagent leurs observations via l'application iNaturalist dont Pierre Kerner contribue à la popularisation en France, voient leurs meilleures photos et enregistrements sonores exposés depuis l'édition 2022 à l’Université Paris Cité, dans le cadre de l'exposition annuelle BiodiverCité,.

## Médias traditionnels
Pierre Kerner est chroniqueur occasionnel pour Radio France. Il a réalisé et présenté des revues de presse pour l’émission La Tête au carré sur France Inter en 2012 et 2013. Il intervient épisodiquement pour l’émission La Méthode scientifique sur France Culture depuis 2017,.

## Choupisson
« Choupisson » est un néologisme inventé en 2009 par Pierre Kerner dans un billet de son blog Strange Stuff And Funky Things, un mot-valise créé en combinant le mot choupi et la fin du mot hérisson. Le terme est depuis utilisé dans des médias grand public qui contribuent à son établissement comme vocable d’usage pour désigner les petits du hérisson (ou « hérissonneaux »). La popularité du terme a crû singulièrement en 2018, lorsqu’il est devenu une tendance sur le réseau social Twitter. Le 12 novembre 2021, l'émission le 6-9 de France Bleu Nord diffuse un reportage consacré à une famille de Quérénaing qui accueille quatre petits hérissons ayant perdu leur mère, systématiquement désignés par le terme « choupissons ». En 2022, l’émission radiophonique Le Jeu des 1 000 euros de France Inter interroge les participants sur le nom du petit du hérisson et la bonne réponse attendue était « le choupisson »[source insuffisante]. Le producteur de vins bios Château La Sable a produit un premier millésime 2024 d'un vin mis en bouteille sous l'étiquette "Les Choupissons Rouge" en hommage aux hérissons qui aident les producteurs à lutter contre les chenilles. 
En 2025, le terme « choupisson » n’apparaît encore dans aucun dictionnaire scientifique, mais il figure depuis 2021 dans des dictionnaires en ligne, notamment le Wiktionnaire ou le dictionnaire autodidacte.

## Publications
- La Science à Contrepied (ouvrage collectif), Éditions Belin, 2017, 335 p.  (ISBN 978-2-410-00302-4)[32]
- Moi, Parasite, Éditions Belin, 2018, 192 p.  (ISBN 978-2-410-00775-6)[33],[34]
- Retour vers le Paléo (avec la TeamPaléo, groupe composé de cinq vulgarisateurs[35],[36] : Clothilde Chamussy, Jennifer Kerner, Pierre Kerner, Marion Sabourdy et Aurélie Bordenave, ouvrage préfacé par Jean-Paul Demoule), Flammarion, 2019, 208 p.  (ISBN 978-2-081-45143-8)
- Nature Secrète (avec Patrick Baud), Dunod, 2019, 216 p.  (ISBN 978-2-100-78950-4)[37]
- L’Odyssée Évolutive (avec Max Sandon), Delcourt, 2022, 56 p.  (ISBN 978-2-413-04268-6)[38],[39]